# Mittelspeisung

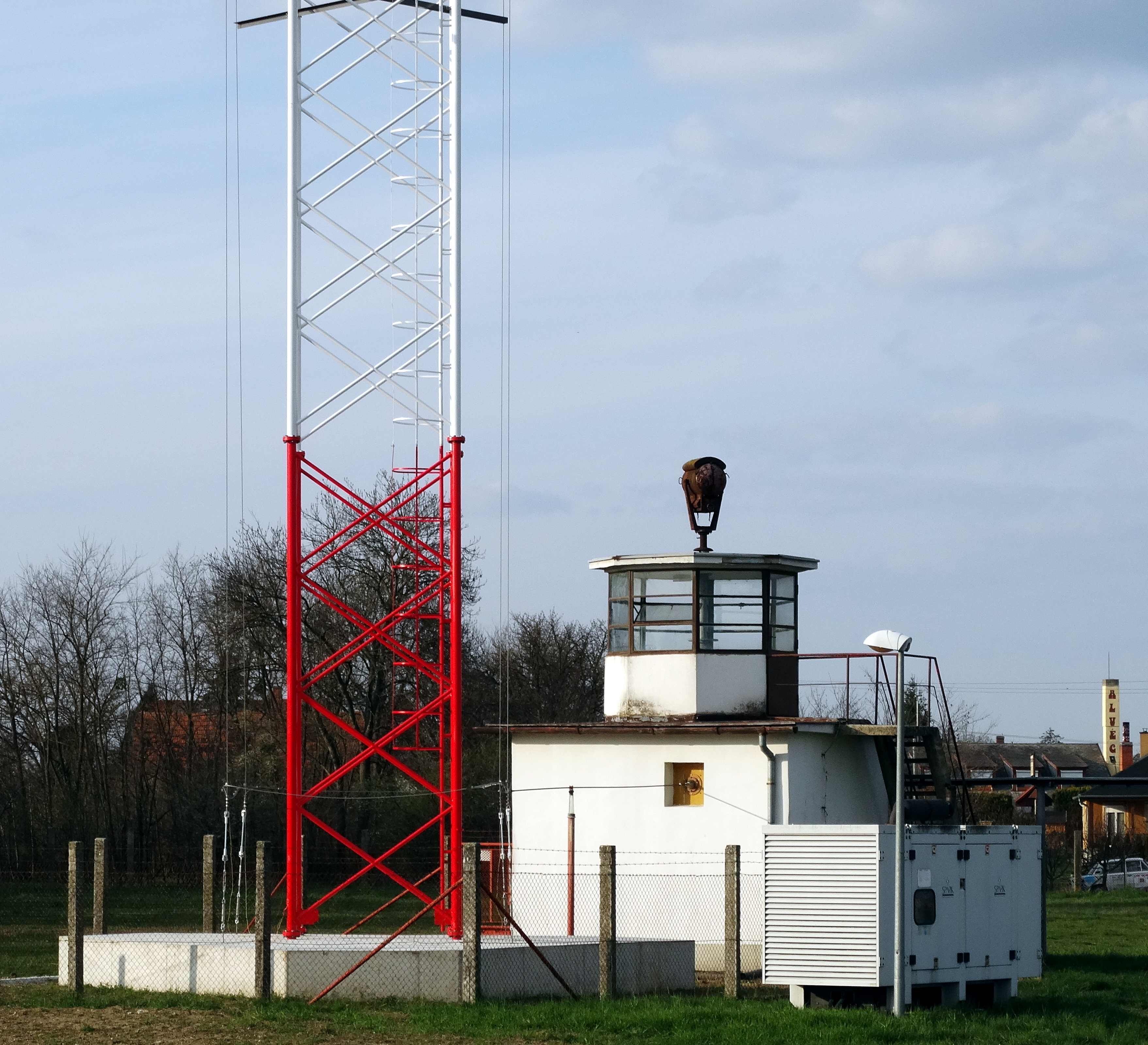
Fußpunkt des nicht gegen Erde isolierten und mittig über außen geführte Drahtseile gespeisten selbststrahlenden Sendemasts am Mittelwellensender Szombathely. Dahinter das Abstimmhaus.

Die Mittelspeisung (auch Mittenspeisung) ist eine Form der Antennenankopplung. Darunter versteht man die Speisung eines Vertikalstrahlers, zum Beispiel eines selbststrahlenden Sendemastes, in seiner Mitte. Sie wird bei manchen Halbwellenstrahlern angewandt und besitzt den Vorteil, dass ein geerdeter Sendeturm oder Sendemast verwendet werden kann.
Zur Realisierung der Mittelspeisung werden entlang des Sendeturms oder Sendemastes Drähte gespannt, die an ihren unteren Ende mit dem Abstimmhaus verbunden sind und die in der Mitte des Antennenträgers mit diesen verbunden sind.